# Príncep de Viana

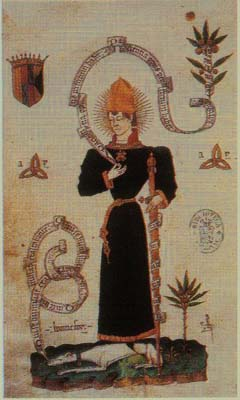
Carles de Viana. Primer príncep de Viana

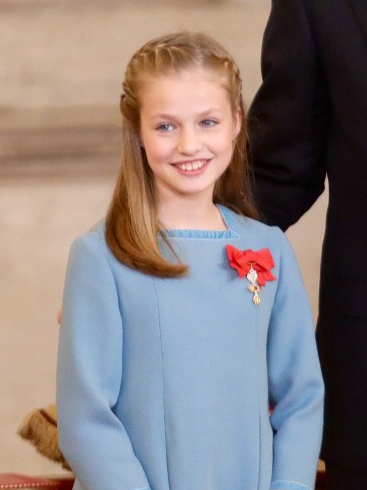
Elionor, actual princesa de Viana

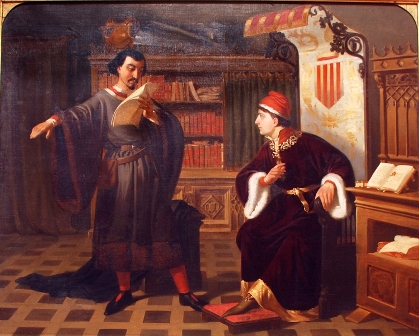
Ausiàs March i el príncep de Viana, exposada a la Biblioteca Museu Víctor Balaguer de Vilanova i la Geltrú

Príncep de Viana és el títol de l'hereu del Regne de Navarra.
Les cròniques diuen que a l'estiu de 1440 Carles d'Evreux, primer príncep de Viana i conegut popularment com a Carles de Viana, va visitar la localitat navarresa que donava nom al seu títol, com a hereu del Regne de Navarra, concedit divuit anys abans pel seu avi, el rei Carles III.
És Carles, fill de Joan II i Blanca I de Navarra, el més conegut d'aquesta nissaga pels enfrontaments amb el seu pare. Aquest, li usurpà el Regne de Navarra a la mort de Blanca, que l'havia deixat en herència a son fill. A la mort de Carles per una malaltia pulmonar (i sospita d'emmetzinament de la seva madrastra, Joana Enríquez), es produeix contra Joan II, a més, la Guerra civil catalana (1462-1472) que l'enfronta amb la Diputació del General, defensora de la causa de Carles de Viana.
Després de la conquesta del Regne de Navarra per Ferran II, a principis del segle xvi, i com a conseqüència de la unió dinàstica dels regnes hispànics en les persones dels reis Catòlics, el títol de príncep de Viana –així com el d'Astúries, Girona i d'altres- resta vinculat a l'hereu de la corona d'Espanya.
Elionor de Borbó i Ortiz, princesa d'Astúries (com a successora de la corona de Castella) i princesa de Girona (com a successora de la corona d'Aragó), és també princesa de Viana (successora del Regne de Navarra).